# 卡涅赫基里熔岩流
卡涅赫基里熔岩流(Kanehekili Fluctus)是木星的卫星—木卫一上的一处熔岩流场，该熔岩流 (被流体覆盖的陆地，该术语主要用于金星、木卫一和土卫六的地貌)位于南纬17.68度、西经33.56度处，如右图所示，图中还有位于中间的卡涅赫基里火山口，坐标南纬18.21度、西经33.6度。
该熔岩场约覆盖了34500公里2(13300英里2)的区域，伽利略探测器的固态成像设备(SSI)在轨道上探测到了该热点。
卡涅赫基里和雅努斯火山口(Janus Patera)区之所以受到关注，是因为有迹象表明那里存在一座活跃、翻腾的熔岩湖。根据热排放数据，该区域与佩莱区几乎完全相同，而佩莱区被认为是一座活跃、汹涌的熔岩湖所在地。
木卫一上的熔岩流区被以各种神话中的火神和雷神或是希腊神话中与伊娥有关的地点命名。卡涅赫基里熔岩流可能是一种硅酸盐熔岩流，其中最黑、最年轻的区域大约有16500公里2(6400英里2)。通过对热辐射观察得出的结论，卡涅赫基里熔岩流属于间歇性火山活动，即在经过一段时间的爆炸性喷发后，接下来会进入一段不活跃期，随着时间的推移，对冷却熔岩流的探测可能变得更困难。

## 另请参阅
- 木卫一的火山活动
- 木卫一表面特征列表